# Ashley Mulheron
Ashley Gisele Mulheron(08 de fevereiro de 1983), mais conhecida como Ashley Mulheron, é uma atriz, modelo e apresentadora de televisão Escocesa, mais conhecida pela personagem Trudi no terror/comédia cult Lesbian Vampire Killers, onde contracenou com a irmã a também atriz Tiffany Mulheron e os atores James Corden, Mathew Horne e MyAnna Buring e como Roxy em The Bang Bang Club.

## Ligações Externas
Ashley Mulheron. no IMDb.